# Крістін Нкулікіїнка
Пані Крістін Нкулікіїнка (Christine Nkulikiyinka) (1 лютого 1965, Кігалі) — руандська дипломатка. Надзвичайний і Повноважний Посол Руанди в ФРН (2009-2015) та у Швеції (2015-2021).

## Життєпис
Народилася 1 лютого 1965 року в Кігалі. З 1985 року вона вивчала німецьку мову як іноземну в Майнці, потім ділове адміністрування в Людвіґсгафенському університеті прикладних наук. Вона говорить французькою, англійською, німецькою та мовою кіньяруанда.
Вона працювала в посольстві Руанди в Берліні з 1991 по 2005 рік, під час чого її підвищили до другого радника посольства. Вона повернулася до Руанди, де працювала в міністерстві закордонних справ Руанди в Кігалі.
З 2009 по 2015 рік Крістін Нкулікіїнка була послом Руанди в Берліні, де відповідала за Німеччину, а також за Польщу, Румунію, Ліхтенштейн, Чехію, Словаччину та Україну, з 2011 по 2013 роки також була послом в РФ за сумісництвом.
У вересні 2015 року Нкулікіїнка стала послом Руанди у Швеції, де відповідала за Норвегією, Данію, Фінляндію та Ісландію. Ісландія бере участь у налагодженні бурових робіт у Руанді для створення геотермальної енергії.
У 2022 році вона стала генеральним директором Ініціативи співпраці в Руанді, яка фінансується урядом для покращення та використання співпраці Південь-Південь.